# Betta pardalotos
Betta pardalotos — тропічний прісноводний вид риб з острова Суматра, належить до родини осфронемових (Osphronemidae), підродина макроподових (Macropodusinae).
Був описаний 2009 року й став восьмим членом групи B. waseri. До цієї групи належать також B. waseri, B. hipposideros, B. tomi, B. spilotogena, B. chloropharynx, B. pi, B. renata, B. omega. B. pardalotos найбільш тісно пов'язана з B. chloropharynx з острова Банка.
Свою назву вид отримав за плямистий малюнок на зябрових кришках, pardalotos походить від наукової назви оцелота (Leopardus pardalis), плямистого мешканця тропічних лісів Південно-Східної Азії.

## Опис
Максимальна стандартна (без хвостового плавця) довжина 72,4 мм, загальна довжина становить 135,7-167,1 % стандартної. Тіло відносно довге й міцне, його висота в місці початку спинного плавця становить 24,7–29,5 %, а висота хвостового стебла 18,4–21,7 % стандартної довжини. Міцна голова із загостреною мордою та рівномірно нахиленим або трохи випуклим лобом, довжина голови становить 32,5–35,8 % стандартної довжини, довжина морди (рила) 22,8-29,2 %, а діаметр орбіт очей 23,2-28,8 % довжини голови.
Спинний плавець загострений, розташований ближче до хвоста (предорсальна довжина становить 65,2–67,2 % стандартної довжини), має коротку основу (12,9–14,8 % стандартної довжини), 9-10 променів. В анальному плавці 27-30 променів, задні промені подовжені, основа плавця довша за половину (53,7–58,9 %) стандартної. Хвостовий плавець округлий, його центральні промені подовжені. Черевні плавці серпоподібні з ниткоподібним першим променем, відносно довгі (28,7–34,3 % стандартної довжини), мають по 1 твердому й по 5 м'яких променів, досягають 12-го променя анального плавця. Грудні плавці округлі, мають по 12 променів. 31-32 хребці. 33-34 бічні луски, 10 рядів лусок у поперечному напрямку.
Тіло жовтувато-коричневе, з невиразною темно-коричневою смугою по центру та нерегулярно розкиданими плямами, спина та верхня частина голови темно-коричневі. Губи чорні, на горлі два чорних півкола (вигином донизу), які разом із губами обмежують дві білі або кремові округлі плями. Нижня половина зябрових кришок кремово-біла зі світлим зеленувато-золотистим лиском, вкрита невеличкими виразними чорними цятками, досить рівномірно розташованими в три ряди паралельно вигину нижнього краю зябрових кришок.
Спинний, анальний та хвостовий плавці коричнюваті, спинний з 13-ма, а хвостовий з 16-ма поперечними смужками на міжпроменевих мембранах. Анальний плавець знизу має дуже тонку білу облямівку, трохи вище лусочок, що вкривають його основу, розташовані слабкі темні цятки. Черевні плавці жовтувато-коричневі з білуватими міжпроменевими мембранами, зовнішня частина ниткоподібного променя виблискує білувато-зеленим кольором. Грудні плавці безбарвні, з чорною смугою біля основи.

## Поширення
Betta pardalotos відома лише з басейну нижньої частини річки Мусі в провінції Південна Суматра, Індонезія. Орієнтовно населяє територію лише в 4 км². Ендемік басейну Мусі.
Ареал виду розташований у зоні естуаріїв. Тут зустрічаються евригалинні види риб та рослин, але Betta pardalotos ловили лише в невеличких струмках з прісною водою, що впадають до головної річки. До числа синтопичних (зустрічаються в одних водоймах із B. pardalatos) осфронемових належать Belontia hasselti, Betta edithae, Luciocephalus pulcher та Trichopodus trichopterus.
Вид оцінюється як такий, що перебуває на межі зникнення через його обмежене поширення, присутність лише в одному відомому місці та високу ймовірність впливу на середовища його існування деградації й розчищення торфових болотних лісів. Поточні тенденції чисельності популяції виду невідомі.

## Розмноження
Як і всі види групи B. waseri, Betta pardalotos інкубує ікру в роті.